# Hall of Fame Open 2023 - Doppio
William Blumberg e Steve Johnson erano i detentori del titolo ma Johnson ha scelto di non partecipare a questa edizione del torneo. Blumberg, invece, ha fatto coppia con Max Purcell ma sono stati battuti in finale da Nathaniel Lammons e da Jackson Withrow con il punteggio di 6-3, 5-7, [10-5].

## Teste di serie
1. Nathaniel Lammons /  Jackson Withrow (campioni)
2. Rinky Hijikata /  Reese Stalder (primo turno)

1. Yuki Bhambri /  Saketh Myneni (semifinale)
2. Julian Cash /  Maxime Cressy (primo turno)

## Wildcard
1. Kevin Anderson /  Ethan Quinn (primo turno)

1. Tommy Paul /  Eliot Spizzirri (primo turno)

## Tabellone

### Legenda
| - Q = Qualificato - WC = Wild card - LL = Lucky loser | - ALT = Alternate - SE = Special Exempt - PR = Protected Ranking | - w/o = Walkover - r = Ritirato - d = Squalificato |

|  | Primo turno | Primo turno                    | Primo turno                 | Primo turno | Primo turno |  |  | Quarti di finale | Quarti di finale            | Quarti di finale      | Quarti di finale     | Quarti di finale     |    |     | Semifinali | Semifinali                        | Semifinali                  | Semifinali                   | Semifinali |   |     | Finale | Finale | Finale | Finale | Finale |  |
|  |             |                                |                             |             |             |  |  |                  |                             |                       |                      |                      |    |     |            |                                   |                             |                              |            |   |     |        |        |        |        |        |  |
|  | 1           | N Lammons J Withrow            | 6                           | 5           | [10]        |  |  |                  |                             |                       |                      |                      |    |     |            |                                   |                             |                              |            |   |     |        |        |        |        |        |  |
|  |             | H Hach Verdugo MÁ Reyes Varela | 4                           | 7           | [8]         |  |  | 1                | N Lammons J Withrow         | 7                     | 4                    | [13]                 |    |     |            |                                   |                             |                              |            |   |     |        |        |        |        |        |  |
|  |             | A Göransson B McLachlan        | 7                           | 64          | [10]        |  |  |                  | A Göransson B McLachlan     | 5                     | 6                    | [11]                 |    |     |            |                                   |                             |                              |            |   |     |        |        |        |        |        |  |
|  |             | A Harris E King                | 6                           | 7           | [5]         |  |  |                  |                             |                       |                      |                      |    |     | 1          | N Lammons J Withrow               | 62                          | 7                            | [11]       |   |     |        |        |        |        |        |  |
|  | 3           | Y Bhambri S Myneni             | 3                           | 6           | [10]        |  |  |                  |                             | 3                     | Y Bhambri S Myneni   | 7                    | 61 | [9] |            |                                   |                             |                              |            |   |     |        |        |        |        |        |  |
|  | WC          | T Paul E Spizzirri             | 6                           | 1           | [8]         |  |  | 3                | Y Bhambri S Myneni          | 2                     | 7                    | [10]                 |    |     |            |                                   |                             |                              |            |   |     |        |        |        |        |        |  |
|  |             | R Galloway J-P Smith           | R Galloway J-P Smith        | 7           | 6           |  |  |                  | R Galloway J-P Smith        | 6                     | 65                   | [5]                  |    |     |            |                                   |                             |                              |            |   |     |        |        |        |        |        |  |
|  | WC          | K Anderson E Quinn             | K Anderson E Quinn          | 5           | 4           |  |  |                  |                             |                       |                      |                      |    |     | 1          | Nathaniel Lammons Jackson Withrow | 6                           | 5                            | [10]       |   |     |        |        |        |        |        |  |
|  |             | A Mannarino J Thompson         | A Mannarino J Thompson      | 6           | 6           |  |  |                  |                             |                       |                      |                      |    |     |            |                                   |                             | William Blumberg Max Purcell | 3          | 7 | [5] |        |        |        |        |        |  |
|  |             | T Arribagé L Sanchez           | T Arribagé L Sanchez        | 2           | 4           |  |  |                  | A Mannarino J Thompson      | 7                     | 4                    | [11]                 |    |     |            |                                   |                             |                              |            |   |     |        |        |        |        |        |  |
|  |             | A Chandrasekar VS Prashanth    | A Chandrasekar VS Prashanth | 6           | 6           |  |  |                  | A Chandrasekar VS Prashanth | 68                    | 6                    | [13]                 |    |     |            |                                   |                             |                              |            |   |     |        |        |        |        |        |  |
|  | 4           | J Cash M Cressy                | J Cash M Cressy             | 4           | 2           |  |  |                  |                             |                       |                      |                      |    |     |            | A Chandrasekar VS Prashanth       | A Chandrasekar VS Prashanth | 4                            | 65         |   |     |        |        |        |        |        |  |
|  |             | W Blumberg M Purcell           | W Blumberg M Purcell        | 6           | 7           |  |  |                  |                             |                       | W Blumberg M Purcell | W Blumberg M Purcell | 6  | 7   |            |                                   |                             |                              |            |   |     |        |        |        |        |        |  |
|  |             | C Lestienne A Vukic            | C Lestienne A Vukic         | 4           | 5           |  |  |                  | W Blumberg M Purcell        | W Blumberg M Purcell  | 6                    | 6                    |    |     |            |                                   |                             |                              |            |   |     |        |        |        |        |        |  |
|  |             | Y-s Chung A Kovacevic          | Y-s Chung A Kovacevic       | 7           | 6           |  |  |                  | Y-s Chung A Kovacevic       | Y-s Chung A Kovacevic | 4                    | 2                    |    |     |            |                                   |                             |                              |            |   |     |        |        |        |        |        |  |
|  | 2           | R Hijikata R Stalder           | R Hijikata R Stalder        | 67          | 3           |  |  |                  |                             |                       |                      |                      |    |     |            |                                   |                             |                              |            |   |     |        |        |        |        |        |  |